# تلیم‌خان سفلی
تلیم‌خان سفلی، روستایی از توابع بخش مرکزی شهرستان ماکو در استان آذربایجان غربی ایران است.

## جمعیت
این روستا در دهستان چایپاسارحنوبی قرار دارد و براساس سرشماری مرکز آمار ایران در سال ۱۳۹۵، جمعیت آن ۸۹ نفر (۲۰خانوار) بوده‌است. تعدادی ازانهاعشایرهستنندوبه ییلاق‌های منطقه اواجیق کوچ می‌کنند و به دامداری و کشاورزی درروستا مشغولند.